# Лобова кістка

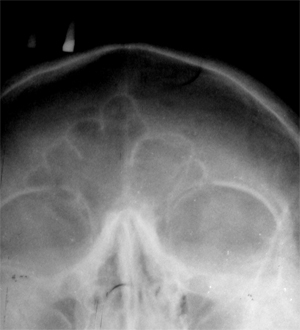
Фрагмент рентгенівського знімка повітряних пазух лобної кістки (Варіант норми)

Череп дромеозавра

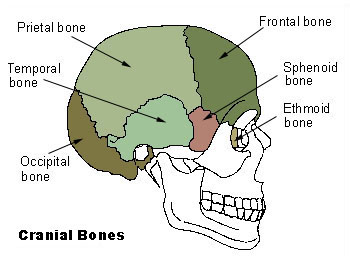
Лобова кістка людини (Frontal bone)

Ло́бна кістка також лобова́ кістка (лат. os frontale) — одна чи декілька кісток мозкового черепа.
Вони з'єднуються з носовими кістками спереду, слізною і заочними кістками по боках, тім'яними ззаду. У більшості тварин лобні кістки парні, тоді як у представників роду Homo вони формують непарну, зрослу структуру.

## Людина
Непарна кістка. Складається з луски, двох орбітальних частин і носової. Луска має на зовнішній поверхні лобові горби, нижче їх — надбрівні дуги. Надбрівні дуги сходяться посередині і утворюють надперенісся, В основі надбрівних дуг є лобові пазухи (запалення слизової оболонки яких носить назву фронтит), ці порожнини відкриваються отворами в середній носовий хід.
Орбітальні частини утворюють верхню стінку орбітальної ямки.
Носова частина має решітчасту вирізку для з'єднання з решітчастою кісткою.
З тім'яними кістками лобова з'єднується вінцевим швом (sutura coronalis), з клиноподібною — лобово-клиноподібним (sutura sphenofrontalis). Лобово-виличний шов (sutura frontozygomatica) з'єднує лобову з виличними, лобово-носовий шов (sutura frontonasalis) — з носовою, лобово-верхньощелепний шов (sutura frontomaxillaris) — з верхньощелепною.